# Cășeiu
Cășeiu é uma comuna romena localizada no distrito de Cluj, na região histórica da Transilvânia. A comuna possui uma área de 83.28 km² e sua população era de 4943 habitantes segundo o censo de 2007.